# Nosferatu il vampiro
Nosferatu il vampiro (Nosferatu, eine Symphonie des Grauens) è un film muto diretto da Friedrich Wilhelm Murnau e proiettato per la prima volta il 4 marzo 1922 a Berlino.
Considerato il capolavoro del regista tedesco e uno dei capisaldi del cinema horror ed espressionista, Nosferatu il vampiro è ispirato liberamente al romanzo Dracula (1897) dello scrittore irlandese Bram Stoker. Murnau dovette modificare il titolo, i nomi dei personaggi (il Conte Dracula diventa il Conte Orlok, interpretato da Max Schreck) e i luoghi (da Londra a Wisborg) per problemi legati ai diritti legali dell'opera.
Il regista fu comunque denunciato dagli eredi di Stoker; perse la causa per violazione del diritto d'autore e venne condannato a distruggere tutte le copie della pellicola, tuttavia una copia "clandestina" fu salvata dallo stesso Murnau, e il film è potuto sopravvivere e arrivare ai giorni nostri. La Prana-Film, casa di produzione del film, fu costretta a dichiarare bancarotta in seguito alla causa con gli eredi di Stoker, in quanto fu obbligata a pagare il contenzioso sui diritti d'autore.

## Trama
Wisborg, Germania, 1838. Il giovane Hutter lavora presso un'agenzia immobiliare. Una mattina il suo principale, Knock, riceve una richiesta dalla Transilvania da parte del Conte Orlok, desideroso di prendere casa in paese. Il sensale decide di mandare Hutter dal Conte per firmare gli atti di compravendita, nonostante il viaggio fino ai Carpazi non sia privo di pericoli. Hutter si mette in viaggio noncurante degli oscuri presentimenti della moglie Ellen, lasciandola in affidamento all'amico Harding e a sua sorella fino al suo ritorno.

Avvicinandosi alla sua meta, Hutter entra in contatto con le superstizioni della gente locale, convinta che il castello del conte sia posseduto da forze oscure. Particolarmente temuta e mitizzata è la presenza di Nosferatu, un vampiro sanguinario che si nutre del sangue delle sue vittime e dorme in bare riempite di terra contaminata dalla peste nera.

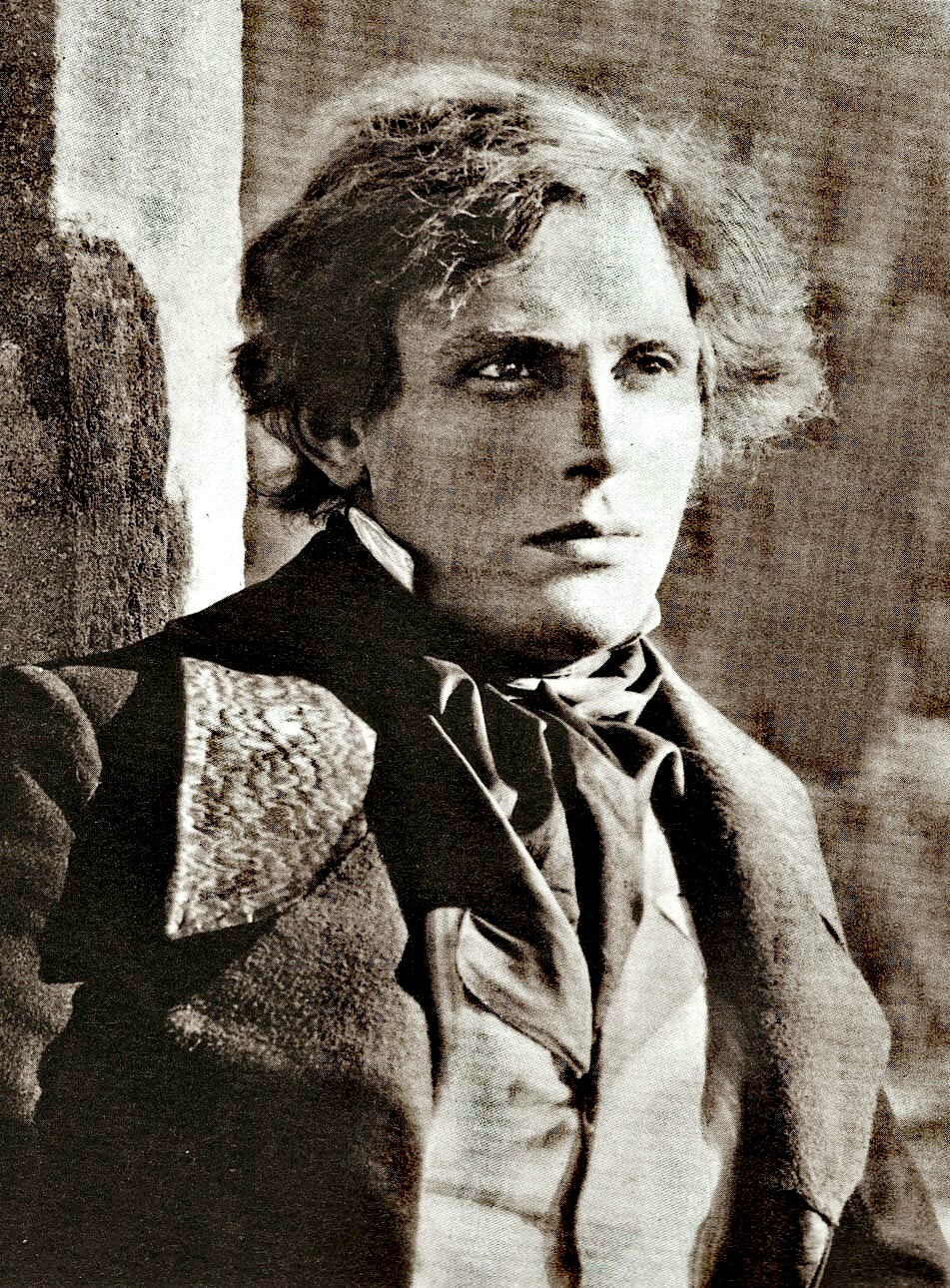
Gustav von Wangenheim interpreta Thomas Hutter (1922)

Finalmente Hutter raggiunge il suo cliente, che si rivela subito cortese ma alquanto sinistro. Bastano pochi giorni perché egli si renda conto che il conte incarna tutte le caratteristiche del famigerato Nosferatu, di cui egli stesso è vittima immemore durante le notti al castello. Hutter finisce rinchiuso nella sua stanza, da cui può scorgere il conte far partire un carico di bare piene di terra, presumibilmente diretto a Wisborg.
Il conte stesso si mette in viaggio all'interno di una delle bare. Una volta evaso dal castello, Hutter fa rientro alla sua città natale per riabbracciare la moglie, che nel frattempo era stata turbata da continui presagi notturni. La maledizione di Nosferatu, però, comincia a rendere sempre più cagionevole la salute del protagonista. Nel frattempo il suo principale aveva cominciato a dare segni di pazzia, finendo rinchiuso in cella. Egli era vittima della volontà del conte Orlok fin dall'inizio. Dopo un lungo viaggio via mare durante il quale stermina l'intero equipaggio, questi prende possesso della sua nuova casa, situata di fronte a quella di Hutter, da cui nottetempo scruta la sua nuova vittima: Ellen.
Assieme al conte arriva a Wisborg anche l'epidemia di peste, che miete vittime per le quali la popolazione cerca in Knock (nel frattempo evaso) il capro espiatorio, accusandolo di essere un untore. Ellen apprende che l'unica strada per sconfiggere il conte e la sua epidemia è quella di esporlo alla luce del sole, e per raggiungere questo obiettivo si sacrificherà dissetandolo del suo sangue fino ad alba inoltrata.
Assieme al conte Orlok svaniranno anche la terribile epidemia e la maledizione che aveva colpito Hutter.

## Produzione
Lo studio dietro alla realizzazione di Nosferatu, la Prana-Film, fu una piccola casa di produzione cinematografica tedesca attiva per breve tempo all'epoca del muto, fondata nel 1921 da Enrico Dieckmann e dall'occultista-artista Albin Grau, così chiamata per rimandare al concetto Indù del "prana". Anche se l'intenzione dello studio era quella di produrre vari film a tematica soprannaturale, Nosferatu fu l'unica produzione effettiva, poiché la società dichiarò bancarotta a seguito della causa legale per violazione del diritto d'autore intentata dalla vedova di Bram Stoker, Florence Balcombe.
Grau aveva avuto l'idea di girare un film di vampiri, traendo ispirazione da un suo personale ricordo dei tempi di guerra: nell'inverno del 1916, un contadino serbo gli aveva detto che il padre era un vampiro e un morto vivente.
Diekmann e Grau assegnarono a Henrik Galeen, un discepolo di Hanns Heinz Ewers, il compito di scrivere una sceneggiatura ispirata al romanzo Dracula di Bram Stoker del 1897, nonostante la Prana-Film non fosse in possesso dei diritti per l'adattamento cinematografico dello stesso. Galeen era uno specialista del romanticismo gotico: aveva infatti già lavorato a Der Student von Prag (Lo studente di Praga) nel 1913, e aveva sceneggiato Der Golem, wie er in die Welt kam (Il Golem - Come venne al mondo) (1920). Galeen trasferì la storia nel fittizio borgo di Wisborg, nella Germania settentrionale; cambiò i nomi dei personaggi e aggiunse l'idea del vampiro che porta un'epidemia a Wisborg per mezzo dei ratti presenti nella nave al suo arrivo in città, ed eliminò del tutto il personaggio del cacciatore di vampiri Van Helsing (anche se ne rimane una pallida traccia nella figura del professor Bulwer). Lotte Eisner descrisse la sceneggiatura espressionista di Galeen: «voll Poesie, voll Rhythmus» ("piena di poesia, piena di ritmo"). Furono Dieckmann e Grau a volere Murnau come regista. Grau si occupò della direzione artistica, delle scenografie e dei costumi, mentre la musica fu composta da Hans Erdmann.

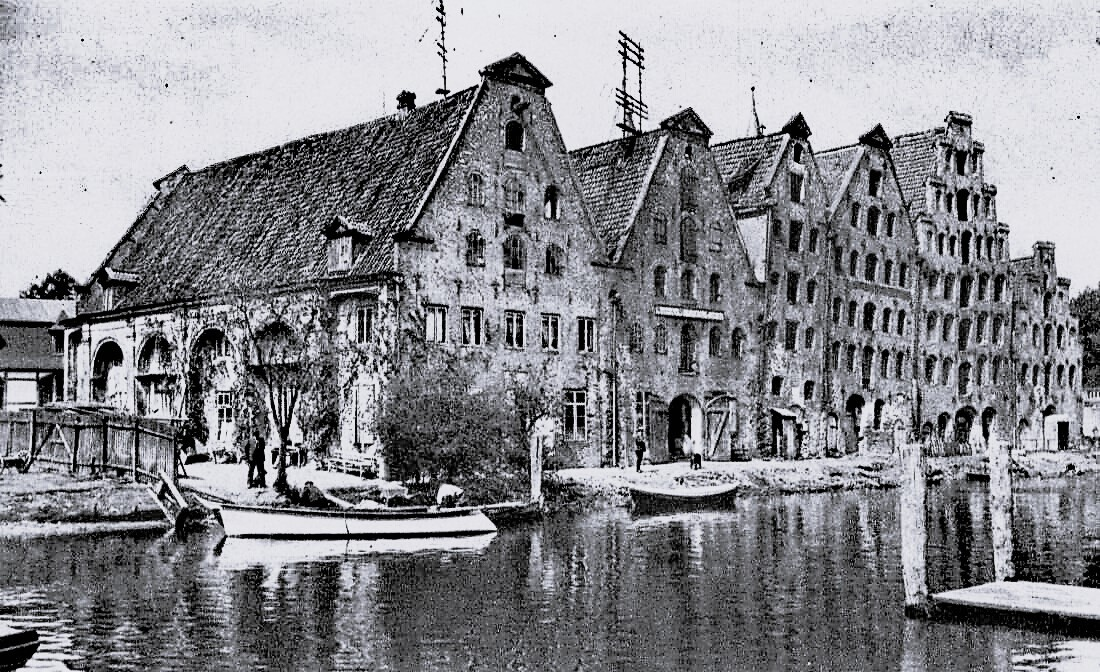
I magazzini del sale di Lubecca servirono come set per la casa di Orlok a Wisborg.

Le riprese ebbero inizio nel luglio 1921, con le scene in esterni girate a Wismar, cittadina della Germania del nord affacciata sul Baltico. Una ripresa dalla torre di Marienkirche sul mercato di Wismar con il Wasserkunst fungeva da collegamento per la scena di Wisborg. Altre location furono il Wassertor, la Heiligen-Geist-Kirche e il porto. A Lubecca, le rovine dei magazzini del sale ormai in disuso servirono come nuova residenza di Nosferatu a Wisborg; il cimitero della Aegidienkirche fu utilizzato per la casa di Hutter, e lungo il Depenau sfilò una processione di bare di presunte vittime della peste. Molte scene girate a Lubecca sono visibili durante la caccia al personaggio di Knock. Le scene in esterni del film ambientate in Transilvania furono girate in realtà nella Slovacchia settentrionale, incluso il Castello di Orava (Árva), che divenne il set del maniero del Conte Orlok. Gli interni furono generalmente filmati presso gli studi della JOFA a Berlino.
Per questioni economiche, il cameraman Fritz Arno Wagner ebbe a disposizione soltanto una cinepresa, e solo un negativo originale del film venne approntato. Il regista seguì scrupolosamente la sceneggiatura scritta da Galeen, seguendo indicazioni scritte circa inquadrature, luci, et similia. Nondimeno, Murnau riscrisse completamente 12 pagine del copione. Soprattutto il finale del film, nel quale Ellen si sacrifica e il vampiro muore distrutto dai primi raggi del sole, furono opera del regista. Dato che la morte del vampiro a causa della luce dell'alba non è presente nella sceneggiatura di Galeen o nel romanzo di Stoker, questo concetto originale viene solitamente attribuito al solo Murnau.

### Location

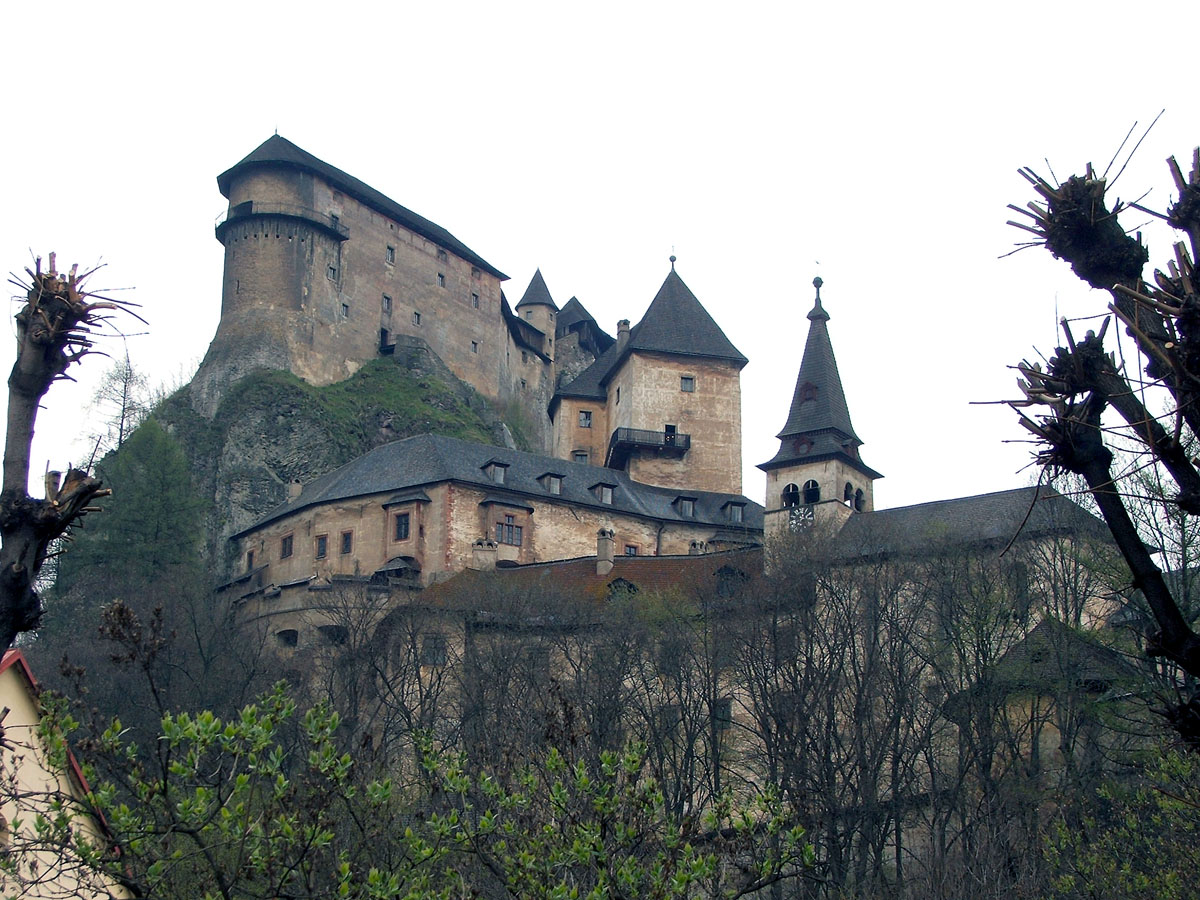
Il castello di Orava, in Slovacchia, luogo delle riprese

Location di Nosferatu il vampiro:
- Mar Baltico
- Helgoland (Germania)
- Lauenburg (Germania)
- Lubecca (Germania)
- Pomerania (Germania)
- Rostock (Germania)
- Wismar (Germania)
- Dolný Kubín (Slovacchia)
- Monti Tatra (Slovacchia)[10]
- Castello di Orava (Slovacchia)[10]
- Oravský Podzámok (Slovacchia)
- Váh (Slovacchia)[10]

## Distribuzione

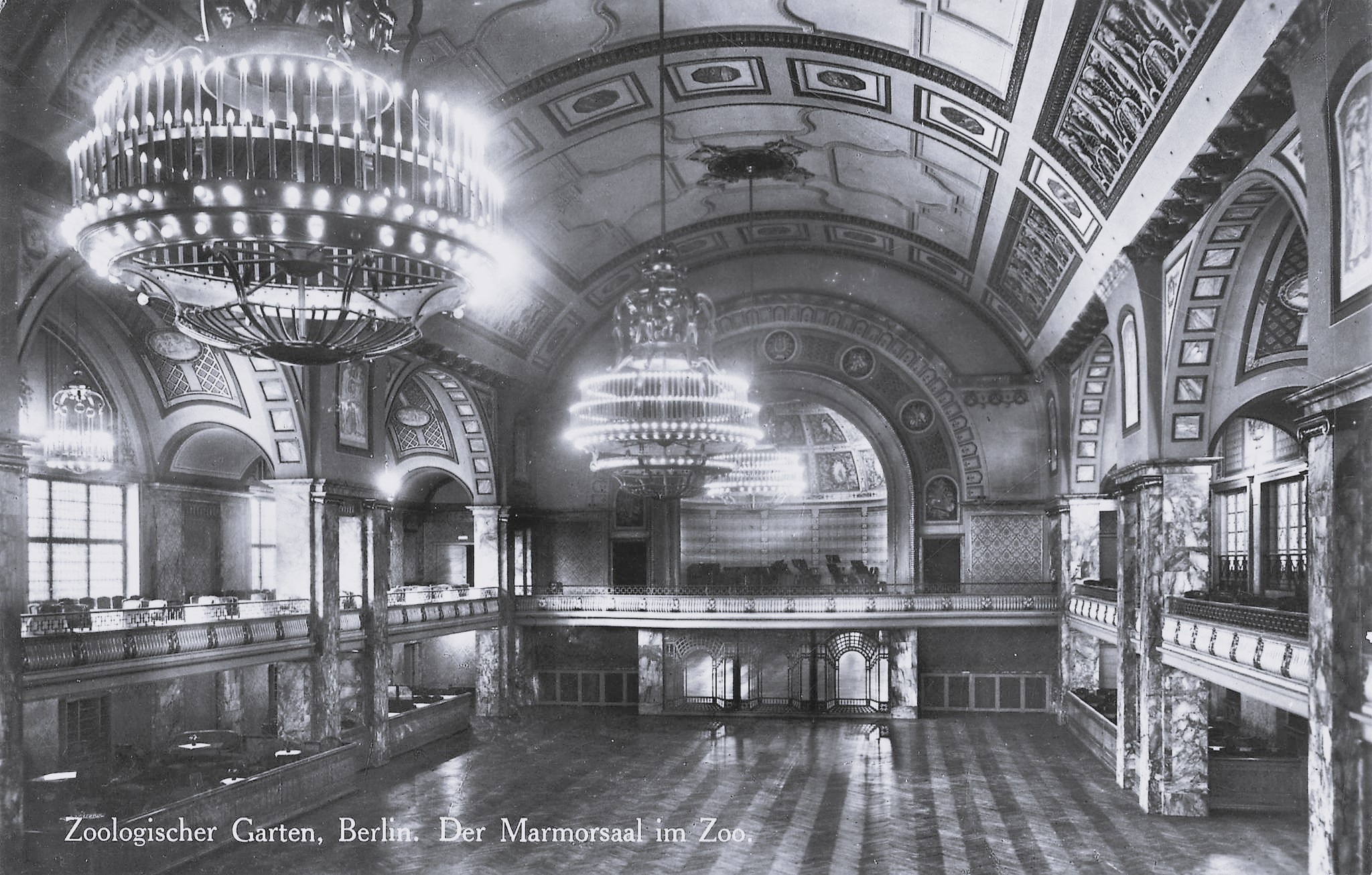
Il Marmorsaal presso il Zoologischer Garten Berlin, qui in una cartolina del 1900, dove ebbe luogo la prima di Nosferatu.

Nosferatu debuttò il 4 marzo 1922 al cinema Marmorsaal all'interno del Zoologischer Garten Berlin. L'evento venne programmato come un importante avvenimento mondano dal titolo "Das Fest des Nosferatu" (il "Festival di Nosferatu"), e agli ospiti fu richiesto di venire vestiti con costumi d'epoca in stile Biedermeier. La prima del film a livello nazionale avvenne il 15 marzo 1922 a Berlino presso il cinema Primus-Palast.
Poco tempo dopo la prima, una pubblicità del film apparve sul numero 21 della rivista Bühne und Film, con fotografie e dettagli sulla trama, scenografie e resoconti di produzione, e commenti vari, incluso un saggio sul vampirismo ad opera di Albin Grau.
Originariamente, il film fu completamente vietato in Svezia, tuttavia il divieto fu revocato dopo 20 anni e da allora è passato anche in televisione.
In Italia Nosferatu venne trasmesso direttamente in televisione sul canale della RAI TV la sera del 24 settembre 1962, all'interno della rubrica Quando il cinema non sapeva parlare; dall'8 febbraio 2016 il film è stato distribuito in cinema selezionati dalla Cineteca di Bologna, all'interno della rassegna Il cinema ritrovato.

### Versione sonorizzata
Negli anni trenta, fu approntata una versione sonorizzata della pellicola, intitolata Die zwölfte Stunde - Eine Nacht des Grauens ("La dodicesima ora: Una notte d'orrore"). Si trattò di una versione completamente non autorizzata e ri-montata del film che venne presentata a Vienna il 16 maggio 1930, con un disco di effetti sonori e una riscrittura della colonna sonora originale di Hans Erdmann (ad opera di Georg Fiebiger). Questa versione presenta un finale alternativo molto più "a lieto fine" rispetto all'originale, i nomi dei personaggi sono tutti modificati (il Conte Orlok diventa il "Principe Wolkoff", Knock divenne "Karsten", Hutter e Ellen divennero "Kundberg" e "Margitta", e Lucy fu cambiato in "Maria"). Inoltre, questa versione apocrifa, della quale Murnau non era a conoscenza, contiene alcune scene girate dallo stesso regista ma tagliate dalla versione finale di Nosferatu. All'originale furono aggiunte scene girate per l'occasione nelle quali Hans Behal interpreta il ruolo di un prete e altre di tipo folkloristico-descrittivo. Queste scene non sono opera di Murnau, ma furono girate dal cameraman Günther Krampf sotto la direzione di un fantomatico "Dr. Waldemar Roger" (o Waldemar Ronger). Il nome del regista F. W. Murnau non viene menzionato nel preambolo di questa versione sonora. Questa versione (della lunghezza ridotta a circa 80 min.) è stata mostrata il 5 giugno 1981 alla Cinémathèque Française. Nel 2012, la Friedrich Wilhelm Murnau Stiftung ha dichiarato di essere in possesso di diverse copie di questa versione sonora non autorizzata.

## Vicende giudiziarie

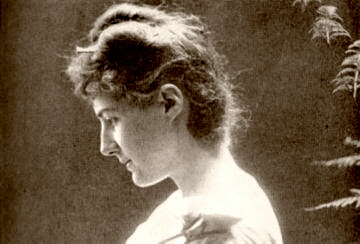
Florence Balcombe, vedova di Bram Stoker, fece causa alla Prana-Film ed ottenne che (quasi) tutte le copie del film venissero distrutte

Essendo un "libero" adattamento del romanzo Dracula di Bram Stoker, realizzato senza aver ottenuto in precedenza i diritti legali dell'opera dagli eredi dello scrittore, Nosferatu fu oggetto di una causa per violazione dei diritti d'autore intentata dalla vedova di Stoker, Florence. Nell'aprile 1922, la British Incorporated Society of Authors invitò la signora Stoker a entrare a far parte dell'associazione. La donna accettò, pagò la quota di affiliazione e subito dopo si dichiarò vittima di violazione del diritto d'autore da parte di un film tedesco prodotto dalla Prana-Film. All'epoca le leggi sul copyright erano ancora agli albori e non esistevano precedenti consistenti in materia ma, nel luglio 1925, dopo aver fatto causa alla società, a Murnau e a Henrik Galeen, la vedova Stoker riuscì ugualmente, dopo vari appelli da parte della Prana, ad ottenere che tutte le copie esistenti del film venissero distrutte.
Già afflitta da vari problemi economici, la Prana-Film fu costretta a dichiarare bancarotta non potendo trarre ricavi economici dalla distribuzione del film. La società inoltre fu condannata a pagare il contenzioso sui diritti d'autore all'erede di Stoker. Questo fatto rese Nosferatu l'unica produzione della compagnia. Nell'autunno dello stesso anno, Florence entrò nella Film Society of London e scoprì con grande disappunto che l'associazione era in possesso di una copia sopravvissuta del film, conservata nell'archivio non a fini commerciali ma a scopo di preservazione storica. Chiedendo spiegazioni all'organizzatore Ivor Montagu, la vedova venne a sapere che tale copia era stata donata da una fantomatica società chiamata Sargent's Trust Ltd con sede negli Stati Uniti d'America, dove non erano in vigore le leggi sul diritto d'autore valide in Europa. Tuttavia, Montagu non riuscì a nascondere a lungo la copia dall'annientamento.
Quando, quattro anni dopo, la Film Society fece un altro tentativo di mostrare il film, Florence Stoker prevalse e la copia fu distrutta. Nel frattempo, Florence aveva iniziato i negoziati con la Universal Pictures sui diritti cinematografici di Dracula. Lo studio cinematografico statunitense acquistò i diritti per 40000 $ e produsse il primo adattamento cinematografico autorizzato nel 1931, Dracula di Tod Browning. Nonostante gli sforzi di Florence Stoker per distruggere le copie esistenti di Nosferatu il vampiro, alcune rimasero in circolazione. Il film era già stato venduto all'estero e in molti paesi esistevano versioni che differivano per il montaggio e gli intertitoli.
Alla fine degli anni venti una versione francese della pellicola giunse negli Stati Uniti dove, fornita di didascalie in inglese, i personaggi del film furono addirittura rinominati con i corrispettivi del romanzo di Stoker. Tornarono quindi Jonathan e Mina Harker, Dracula, Renfield e così via. Questa volta il luogo di azione da Wisborg divenne Brema.

## Leggende

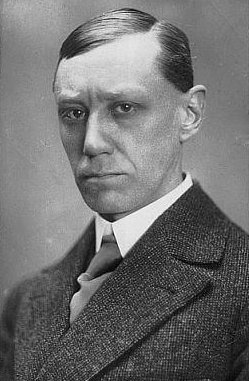
Max Schreck (1922)

Intorno alla figura del Conte Orlok interpretato da Schreck aleggiano molte strane leggende.
Secondo alcune strampalate teorie, sotto il trucco mostruoso del conte Orlok non si celerebbe Schreck, ma lo stesso Murnau, irriconoscibile. Altri sostengono che Murnau si sia recato nei Carpazi per cercare un vero vampiro. 
Le strane leggende sono state alimentate nel tempo anche a causa della curiosa coincidenza legata al significato del nome Max Schreck che, in tedesco, suona come "Massimo Spavento". In realtà, benché la coincidenza del nome sia curiosa (e sia stata peraltro sfruttata dallo stesso Murnau), l'ipotesi dello Schreck attore sembra essere confermata dagli annali teatrali, in cui figurerebbero citazioni (tra i protagonisti minori) riguardanti un tale Max Schreck, che nelle foto d'epoca apparirebbe sorridente ma 'caratterizzato da una sinistra somiglianza' con il conte Orlok.
Alla storia della lavorazione del film è dedicata una pellicola del 2000 del regista E. Elias Merhige, dal titolo L'ombra del vampiro, nella quale Murnau è interpretato da John Malkovich e Schreck da Willem Dafoe. Nella versione romanzata fornita dal film, si cavalca l'ipotesi che Max Schreck fosse un vero e proprio vampiro e non un attore teatrale.

## Tematiche

### Natura
Oltre ai paesaggi selvaggi, il regista presenta nel film una gran varietà di flora e fauna: un polipo, una pianta carnivora, una iena, cavalli e soprattutto ratti. In tal modo Murnau simboleggia il rapporto tra il vampirismo e la natura nell'implacabile legge della catena alimentare, dove "il più forte si nutre del più debole". La prevalenza di immagini naturalistiche serve a rendere "normale la funzione del vampiro", incorporandolo nella natura intrinseca del mondo, e rendendolo ancora più sinistro in quanto naturale e quindi irrevocabile. In qualità di "non morto", il vampiro è "oltre i concetti morali di colpa e rimorso".
Oltre alla sua duplice identità di uomo razionale e di animale che necessita di nutrirsi, il vampiro stesso è anche caratterizzato dalla sua rigidità e da movimenti a scatti che sembrano possedere una componente meccanica. La figura rompe quindi tutti i tentativi di categorizzazione; instillando l'insicurezza nello spettatore che stenta a riconoscere in lui una figura umana, bensì un essere più simile a un incubo. D'altra parte, la forte connessione tra il vampiro e la natura offre al pubblico l'opportunità di simpatizzare con il personaggio: "quando una figura spaventosa fa parte della natura, non è più possibile sfuggire a tutti i sentimenti di compassione". Questo è particolarmente evidente nella scena della morte di Orlok; il canto del gallo evoca prefigurazioni del tradimento, l'essere ripugnante diventa umano nell'agonia della morte.

### Romanticismo

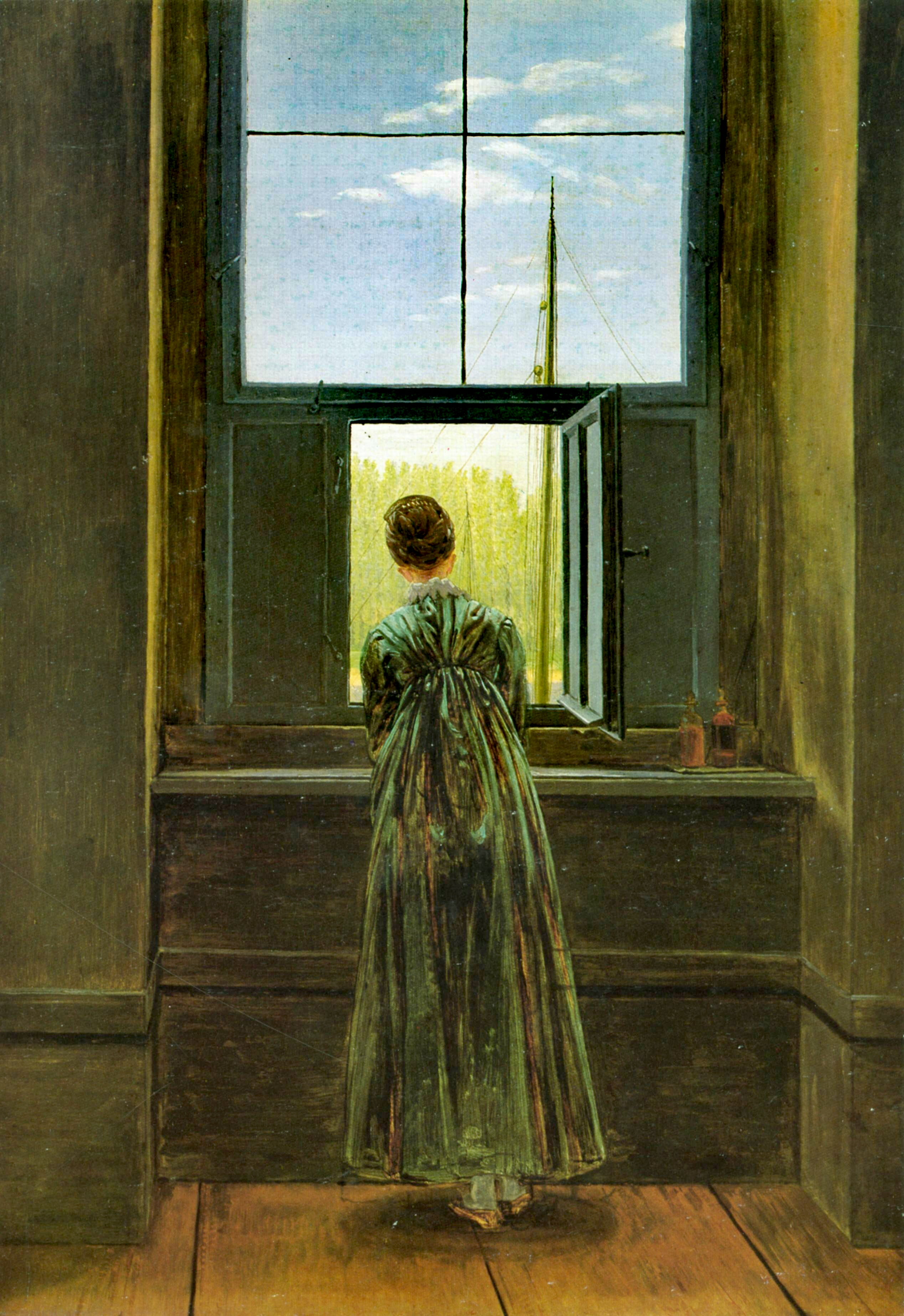
Caspar David Friedrich: Donna alla finestra, 1822

Con l'ambientazione della storia all'inizio del XIX secolo e il suo naturalismo, Murnau segue una tendenza degli anni venti nel cercare una visione trasfigurante e romantica dei tempi pre-industriali. Come in opere contemporanee di Fritz Lang quali Destino (1921), si può riconoscere in Nosferatu una tendenza alla fuga verso il passato, a un'epoca più semplice e idealizzata, priva della modernità e degli sconvolgimenti della società del dopoguerra. Tuttavia, questi registi non rinunciarono alle più moderne tecniche di produzione per le loro creazioni. Il critico cinematografico Klaus Kreimeier non considera Murnau un artista reazionario: «La tecnica, la geometrica coscienza delle sue opere cinematografiche ce lo mostrano piuttosto [...] come un deciso innovatore».
Restano comunque evidenti e riconoscibili nelle immagini girate da Murnau, nella sua raffigurazione della natura e nella composizione delle inquadrature, il desiderio di trasfigurazione di elementi del romanticismo, che rimandano ai dipinti di Caspar David Friedrich, presi come modelli per molte costruzioni sceniche. Soprattutto nelle scene con Ellen, sono diversi i riferimenti alle opere di Friedrich. Altri forti elementi di romanticismo sono la forza ineluttabile del destino introdotta all'inizio del film: Ellen chiede a suo marito, che le ha appena donato un mazzo di fiori, «perché hai ucciso questi bellissimi fiori?»; più avanti un passante avverte Hutter con indifferenza: «Nessuno sfugge al proprio destino».

### Politica e società
Siegfried Kracauer nel suo celebre saggio Cinema tedesco: dal Gabinetto del dott. Caligari a Hitler, 1918-1933 (1947) analizza il cinema della Repubblica di Weimar nel contesto dell'avvento della dittatura in Germania e definì la figura del vampiro: "una sorta di Attila [...], un flagello di Dio, [...] un sanguinario tiranno". Il vampiro viene visto come "il simbolo metafisico della dittatura politica e dell'oscurantismo". Come molte figure simili nei film muti di quel tempo, egli è malvagio solo perché sente di non essere amato; e il suo potere può essere sconfitto solamente attraverso l'amore.
In Nosferatu, essendo una pellicola uscita pochi anni dopo gli eventi della prima guerra mondiale, si riflettono le turbolenze del periodo post-bellico. Il film si riferisce all'esperienza della guerra ed era "uno strumento per capire, anche se solo inconsciamente, cosa si cela dietro questo straordinario e terribile evento". Altri critici videro nel film il riflesso dell'instabilità sociale e politica del tempo e scorsero nella figura del vampiro "una manifestazione delle paure collettive". Koebner ipotizza che la peste potrebbe essere la rappresentazione dell'"epidemia sociale" che colpì la civiltà tedesca dopo la firma del trattato di Versailles. Egli sottolinea inoltre come in Nosferatu la figura di Van Helsing, il cacciatore di vampiri, non sia presente e non abbia un equivalente, come invece hanno tutti gli altri personaggi mutuati dal romanzo originale di Bram Stoker dal quale il film è tratto. Invece di difendersi attivamente contro la corruzione, il popolo tedesco rimase passivo e immobile; e afflitto dalla miseria della propria esistenza contemporanea, non sembrò in grado di svegliarsi dai propri incubi.
Anton Kaes vede nella rappresentazione dell'angoscia che provoca la stranezza della figura di Orlok, una prefigurazione del diffondersi e delle motivazioni dell'antisemitismo: "Come la migrazione degli ebrei orientali fino alla fine del XIX secolo, era caratterizzata da alcuni esponenti in vista della società dell'epoca come l'arrivo di "sanguisughe" che venivano ad affliggere il popolo tedesco, le immagini della diffusione della peste portata dai ratti nel film, simboleggerebbe il diffondersi degli stereotipi antisemiti nella società tedesca". Diversamente, Thomas Koebner ritiene tale ipotesi inverosimile; un tentativo troppo goffo di trasferire nel film di Murnau una strumentalizzazione del motivo dell'avvento del nazismo.

### Sessualità
Il rapporto di reciproca dipendenza che lega tra loro i personaggi principali e la manipolazione alla quale sono sottoposti possono anche essere trasferiti nell'ambito della sessualità. Gunter E. Grimm definì Nosferatu "la compensazione traumatica della sessualità animale vietata nella società civile". Quando Ellen concede "finalmente" al vampiro l'accesso alla sua camera da letto, questo può essere visto come una rappresentazione della vecchia credenza popolare circa il fatto che una fanciulla "innocente" possa salvare una città dalla peste. D'altra parte, sembra anche che, con un gesto del genere, la giovane donna si ribelli alle consuetudini insite nell'istituzione forzata del matrimonio, cercando di superare la frustrazione sessuale del suo rapporto con Hutter. Contrariamente alla quasi asessuata figura di Hutter, il vampiro, nonostante il suo ripugnate aspetto, simboleggerebbe "la sessualità repressa che irrompe nella vita idilliaca, ma fondamentalmente casta, degli sposi".
Thomas Elsaesser si spinge anche oltre e vede nel film una connotazione sessuale biografica da parte del regista: l'omosessuale Murnau trasfigura nella figura di Orlok "lo spostamento e la repressione del proprio desiderio omosessuale, che riflette il lato oscuro della propria sessualità". Anche il regista Stan Brakhage ipotizza uno sfondo biografico nella pellicola. La caratterizzazione di alcuni personaggi di fronte all'orrore si riferirebbe al "terrore infantile più personale" di Murnau; Hutter è ridotto a un bambino impaurito, impotente verso il "padre" Nosferatu. In questo contesto, Ellen simboleggerebbe la figura materna che lo salva sacrificando la propria vita per lui.

### Simbolismo occulto
L'allestimento realistico del film dà l'impressione che i processi soprannaturali che avvengono nella storia siano ancorati nel mondo reale. Nella rappresentazione del vampiro come figura magica, ma comunque reale, e a conoscenza del potente mondo dell'occulto, l'influenza dell'esoterismo sul film diventa lampante. Questa influenza è riscontrabile soprattutto nella lettera che Knock riceve dal Conte Orlok all'inizio del film. In due brevi inquadrature, visibili solo per pochi secondi, è possibile scorgere un testo cifrato con simboli della Cabala, il cui codice, secondo l'esperto Sylvain Exertier, è abbastanza facilmente interpretabile. Oltre a caratteri come la croce maltese e la svastica, è possibile riconoscere le lettere dell'alfabeto ebraico e simboli di astrologia. Exertier interpreta il testo come l'annuncio dell'arrivo a Wisborg di Orlok attraverso un viaggio, anche spirituale. Presenti anche alcuni disegni decorativi di un teschio, un serpente e un drago, che Exertier considera essere "più spettacolari che autentici". Non è chiaro se la lettera sia una "civetteria del regista o un occhiolino agli occultisti da parte di Albin Grau" (che effettivamente si interessava di esoterismo).

## Restauri

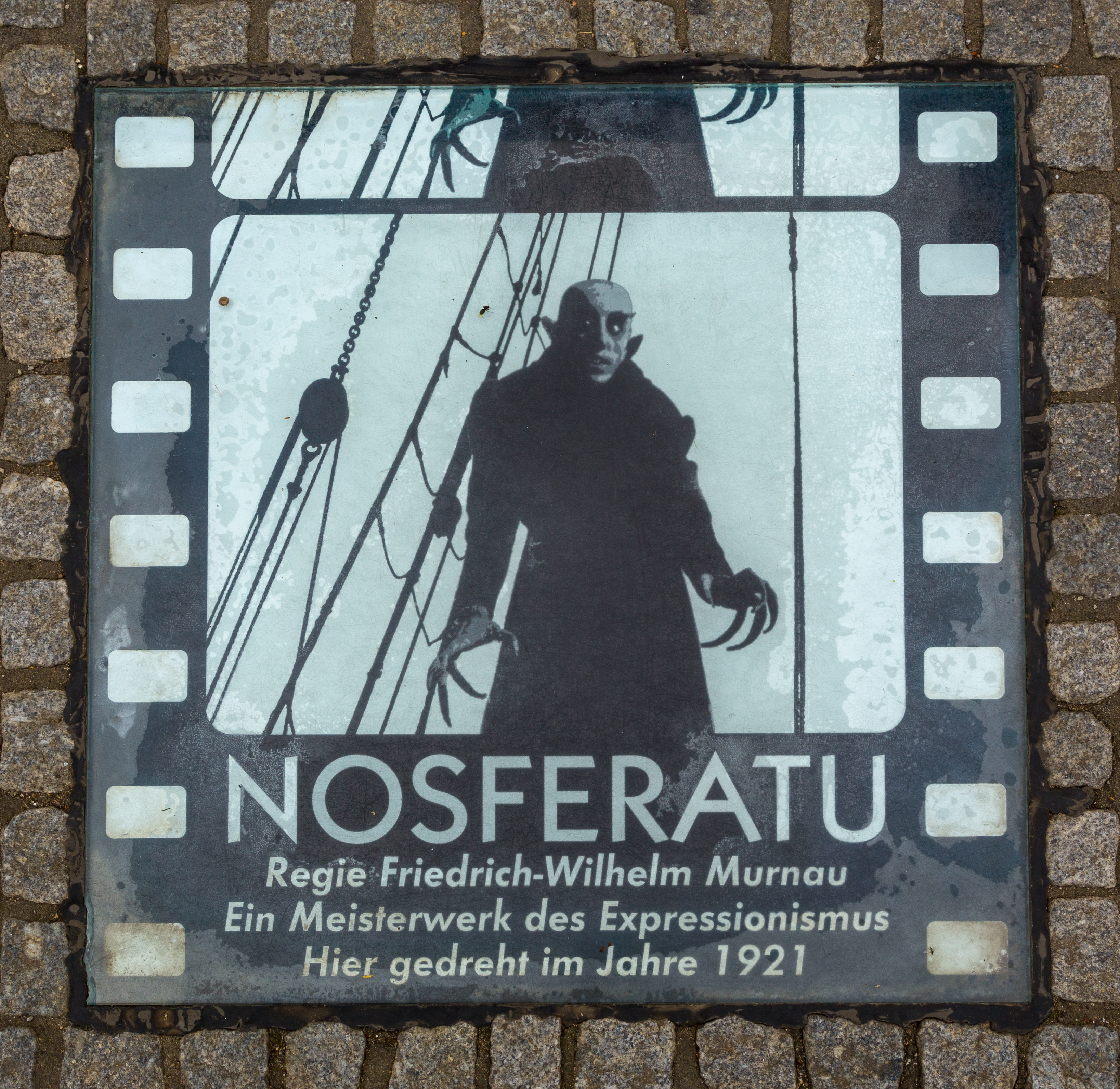
Targa commemorativa delle riprese del classico del muto Nosferatu

Vario materiale filmico duplicato all'epoca della scomparsa degli originali è stato negli anni rinvenuto e restaurato con le migliori tecniche del periodo.
Alcuni importanti restauri sono stati effettuati nel 1987, nel 1995 e nel 2006. In occasione del restauro datato 1995, è stata aggiunta una nuova colonna sonora composta da James Bernard, mentre nella versione successiva del 2006 il commento sonoro è affidato alla partitura originale di Hans Erdmann. Il restauro del 1995 fu eseguito partendo da un negativo in bianco e nero, basato sulla stampa colorata della prima versione francese del film conservata alla Cinémathèque Française (una stampa di prima generazione). Le scene e le parti mancanti furono completate con materiali presi del nitrato della seconda versione francese (sempre della Cinémathèque Française), nonché da una copia in archivio della versione sonora Die zwölfte Stunde degli anni trenta. Su questo negativo completo è stato applicato un nuovo schema di colorazione; nessun filtro colorato ma una colorazione (bianco e nero su pellicola monocromatica), basata principalmente sulla stampa colorata della prima versione francese: giallo per il sole, ma anche per lampade e candele; rosa per l'alba (ma non sempre); scene notturne in blu (soprattutto all'aperto) e blu-verde (interni e per "atmosfere inquietanti"). Questa è la versione inclusa nel Blu-ray del film prodotto dalla britannica BFI. Il più recente restauro del 2006 si basa sulla stampa francese del 1922 della Cinémathèque Française. Le scene mancanti sono state recuperate dalla copia di sicurezza in bianco e nero, eseguita dall'Archivio federale negli anni quaranta, di una stampa ceca d'esportazione degli anni venti e da una stampa della versione Die zwölfte Stunde presente alla Cinémathèque Française. Le immagini sono state restaurate in alta definizione utilizzando le più recenti tecnologie. Il restauro 2006 è presente nelle edizioni Blu-ray di Nosferatu prodotte da Kino, Eureka, Universum Film, Divisa/Transit Film.
Con l'avvento del DVD queste operazioni si sono moltiplicate, perché è stato possibile sostenere i costi del restauro con la vendita dei supporti. Tre sono le case editrici che hanno maggiormente perseguito negli anni questo obiettivo:
- Image Entertainment con 2 rimasterizzazioni pubblicate nel 1998 e nel 2001;
- Eureka Entertainment con 2 rimasterizzazioni pubblicate nel 2001 e nel 2007;
- Kino International con 2 rimasterizzazioni pubblicate nel 2002 e nel 2007.

Tutti e tre i restauri più recenti sono degni di nota, con caratteristiche uniche che non permettono di decretare facilmente l'edizione migliore. Sul mercato sono peraltro reperibili una grande varietà di edizioni minori, tutte di qualità inferiore a quelle citate.
Successivamente è stata distribuita una nuova versione del film, restaurata dalla fondazione Friedrich-Wilhelm-Murnau-Stiftung e proiettata il 15 ottobre 2013 nelle maggiori sale cinematografiche del Regno Unito. Il film è stato inoltre editato in Blu-ray Disc, a partire dal mese successivo, portando la visione ad una risoluzione video di 1080p con aspect ratio a 1.34:1 e proponendo, sul fronte audio, una traccia LPCM 2.0 e una seconda in DTS-HD Master Audio 5.1.

## Remake
Nel 1979 Werner Herzog ne trasse ispirazione per un remake, Nosferatu, il principe della notte, con Klaus Kinski nei panni del Conte Orlok e che, nonostante i personaggi vengano chiamati con i nomi presenti nel romanzo di Stoker, è ispirato chiaramente più al film di Murnau.
Nel 2024 è invece uscito il remake Nosferatu diretto da Robert Eggers, dove il Conte Orlok è interpretato dall'attore svedese Bill Skarsgård. In questo film invece i personaggi sono chiamati come nel film di Murnau.